# Bågø Sogn
Bågø Sogn er et sogn i Assens Provsti (Fyens Stift).
Bågø Sogn på øen Bågø hørte til Assens indtil 1861, hvor Bågø Kirke blev indviet. Derefter hørte sognet til Båg Herred i Odense Amt.  Bågø blev et selvstændigt pastorat, hvor præsten også var skolelærer, og sognet blev en selvstændig sognekommune. Den blev ved kommunalreformen i 1970 indlemmet i Assens Kommune.
I sognet findes følgende autoriserede stednavne:
- Brandsø (areal, bebyggelse, ejerlav)
- Bøstende (areal)
- Bågø (areal)
- Bågø By (bebyggelse, ejerlav)
- Egholm (areal)
- Sommerodde (areal)
- Årømandshavn (bebyggelse)